# Штакельберг, Максимилиан Карлович
Максимилиан Карлович Штакельберг (29 мая 1865 — не ранее 1 августа 1916) — полковник Российской императорской армии. Участник русско-японской и Первой мировой войн. Кавалер ордена Святого Георгия 4-й степени (1915).

## Биография
Максимилиан Карлович родился 29 мая 1865 года. По вероисповеданию был лютеранином. Окончил Нижегородский графа Аракчеева кадетский корпус, после чего 1 сентября 1883 года вступил на службу в Российскую императорскую армию. После окончания Михайловского артиллерийского училища, был выпущен в 28-ю полевую артиллерийскую бригаду. В чин подпоручика был произведён со старшинством с 14 августа 1884 года, в чин поручика — с 14 августа 1888 года, в чин штабс-капитана — с 15 июля 1894 года, в капитаны — с 19 июля 1898 года.
Принимал участие в русско-японской войне. В 1905 году «за боевые отличия» был произведён в подполковники, со старшинством с 3 октября 1904 года. В течение 8 лет и 9 месяцев был командиром батареи. В 1913 году «за отличие» был произведён в полковники, со старшинством с 25 октября 1913 года. 25 октября 1913 года был назначен командиром 2-го дивизиона 28-й артиллерийской бригады. По состоянию на 1 марта 1914 года служил в том же чине и на той же должности.
Был участником Первой мировой войны. По состоянию на 27 апреля 1915 года служил в том же чине и на той же должности. 26 июня 1916 года занял должность командующего 49-й артиллерийской бригадой. По состоянию на 26 июня 1916 года служил в том же чине и на той же должности.

## Награды
Максимилиан Карлович был удостоен следующих наград:
- Орден Святого Георгия 4-й степени (Высочайший приказ от 21 августа 1915[2];) 
— «за то,  что в боях 16-го—18-го марта 1915 года, будучи начальником артиллерии отряда, под сильнейшим артиллерийским и ружейным огнем противника настолько способствовал победоносному успеху своего отряда, что без этого был бы невозможен окончательный успех боя всего отряда»
- Орден Святого Владимира 3-й степени с мечами (27 апреля 1915);
- Орден Святого Владимира 4-й степени с мечами и бантом (1905);
- Орден Святой Анны 2-й степени с мечами (1905);
- Орден Святой Анны 3-й степени (дата награждения орденом неизвестна); мечи и бант к ордену (утвержден Высочайшим приказом от 5 июня 1916);
- Орден Святого Станислава 2-й степени с мечами (1905).